# Lovely Head

Lovely Head est le premier single du duo électronique Goldfrapp. Écrit et produit par Alison Goldfrapp et Will Gregory, il est le premier single issu de l'album Felt Mountain. Il fut publié le 15 mai 2000 en Grande-Bretagne, mais sans être classé dans les charts. Il fut ensuite intégré avec la face A du single Pilots le 5 novembre 2001, et obtient la soixante-huitième place dans les charts britanniques.

## Inspirations
Le groupe Goldfrapp a commencé à travailler sur Lovely Head en septembre 1999, dans la campagne du Wiltshire. Alison Goldfrapp a écrit les paroles, elle et Will Gregory ont composé ensemble la musique. Tous deux enregistrèrent le titre en dehors de leur bungalow afin de s'inspirer de la nature. Lovely Head est ainsi composé de longs sifflements aigus solitaires et de voix froides, accompagnés de cordes et de clavecin. Plusieurs passages de la chanson sont souvent confondus avec un thérémine ou une guitare électrique ; il s'agit en réalité de la voix d'Alison qui est modifiée en étant simplement injectée à l'entrée d'un synthétiseur Korg MS-20 qui la module et déforme. Cette idée est inspirée de la chanteuse galloise Shirley Bassey et du scénariste et réalisateur italien Sergio Leone. Cette composition atypique se retrouve tout au long de l'album Felt Mountain, sur des titres comme Pilots ou Horse Tears.

## Reprises et utilisations
Sauf indication contraire, les informations mentionnées dans cette section peuvent être confirmées par le générique de fin de l'œuvre audiovisuelle présentée ici, ainsi que par la base de données cinématographiques IMDb,  présente dans la section « Liens externes ».Cette chanson de Goldfrapp a été utilisée dans plusieurs films et séries. En 2002, on peut l'entendre dans La Turbulence des fluides de Manon Briand et Swept Away de Guy Ritchie, dans My Summer of Love de Pawel Pawlikowski en 2004 et dans 99 francs de Jan Kounen en 2007. Elle est aussi présente dans le générique de la série télévisée britannique Monkey Dust, diffusée par la BBC Three entre 2003 et 2005.